# Masacre de la Escuela de Artillería de Alepo
La Masacre de la Escuela de Artillería de Alepo fue llevada a cabo por miembros la Hermandad Musulmana siria contra cadetes del Ejército Árabe Sirio de la Escuela de Artillería situada en el distrito alepino del-Ramouseh, en el marco de la insurgencia islamista que asolaba al país.

## Desarrollo
El 16 de junio de 1979, el capitán Ibrahim Yusuf reunió a decenas cadetes en el comedor e inmediatamente permitió el ingreso de varios miembros de la «Vanguardia Combatiente Islámica» —brazo armado de la Hermandad Musulmana siria—, liderados por Adnan Uqla. Los islamistas abrieron fuego, matando al menos 32 soldados, según el informe oficial. Otros datos arrojan una cifra de 83 muertos. El incidente marcó el comienzo de los combates urbanos que se producirían como parte de la campaña de los islamistas contra la élite alauí que ejercía el poder.
El 22 de junio, el ministro del Interior, Adnan al-Dabbagh, acusó a la Hermandad Musulmana siria como autor de la masacre. Pese a que el blanco principal eran los cadetes alauíes, el ministro de Información, Ahmad Iskander Ahmad, señaló que entre los muertos figuraban musulmanes suníes y cristianos. En una declaración publicada el 24 de junio, la Hermandad Musulmana negó cualquier conocimiento e implicación en el ataque, y acusó al presidente Hafez al-Assad de querer empañar la imagen de la organización.
El gobierno sirio respondió sentenciando a muerte a unos 15 prisioneros del movimiento de resistencia islámico, bajo cargos de ser agentes iraquíes.
Luego de la masacre, los atentados terroristas se volvieron cotidianos, particularmente en Alepo y otras ciudades del norte, y el gobierno los atribuía generalmente a la Hermandad Musulmana. Sin embargo, el creciente apoyo popular a la resistencia armada y la aparición de otros grupos armados hizo difícil determinar el grado de la implicación de la Hermandad.